# Сатипо (провинция)
Сатипо (исп. Provincia de Satipo, кечуа Satipu pruwinsya) — одна из 9 провинций перуанского региона Хунин. Площадь составляет 19 219,48 км². Население на 2007 год — 193 872 человека. Плотность населения — 10,09 чел/км². Столица — одноимённый город.

## История
Провинция была образована 26 марта 1965 года.

## География
Расположена в восточной части региона. Граничит с провинциями: Чанчамайо (на северо-западе), Хауха и Консепсьон (на западе), Уанкайо (на юго-западе), а также с регионами: Паско (на северо-западе), Укаяли (на севере и северо-востоке), Куско (на востоке и юго-востоке), Аякучо (на юге) и Уанкавелика (на юго-западе).

## Административное деление
В административном отношении делится на 8 районов:
- Сатипо
- Ковириали
- Льялья
- Масамари
- Пампа-Эрмоса
- Пангоа
- Рио-Негро
- Рио-Тамбо